# Raphaël Antonetti

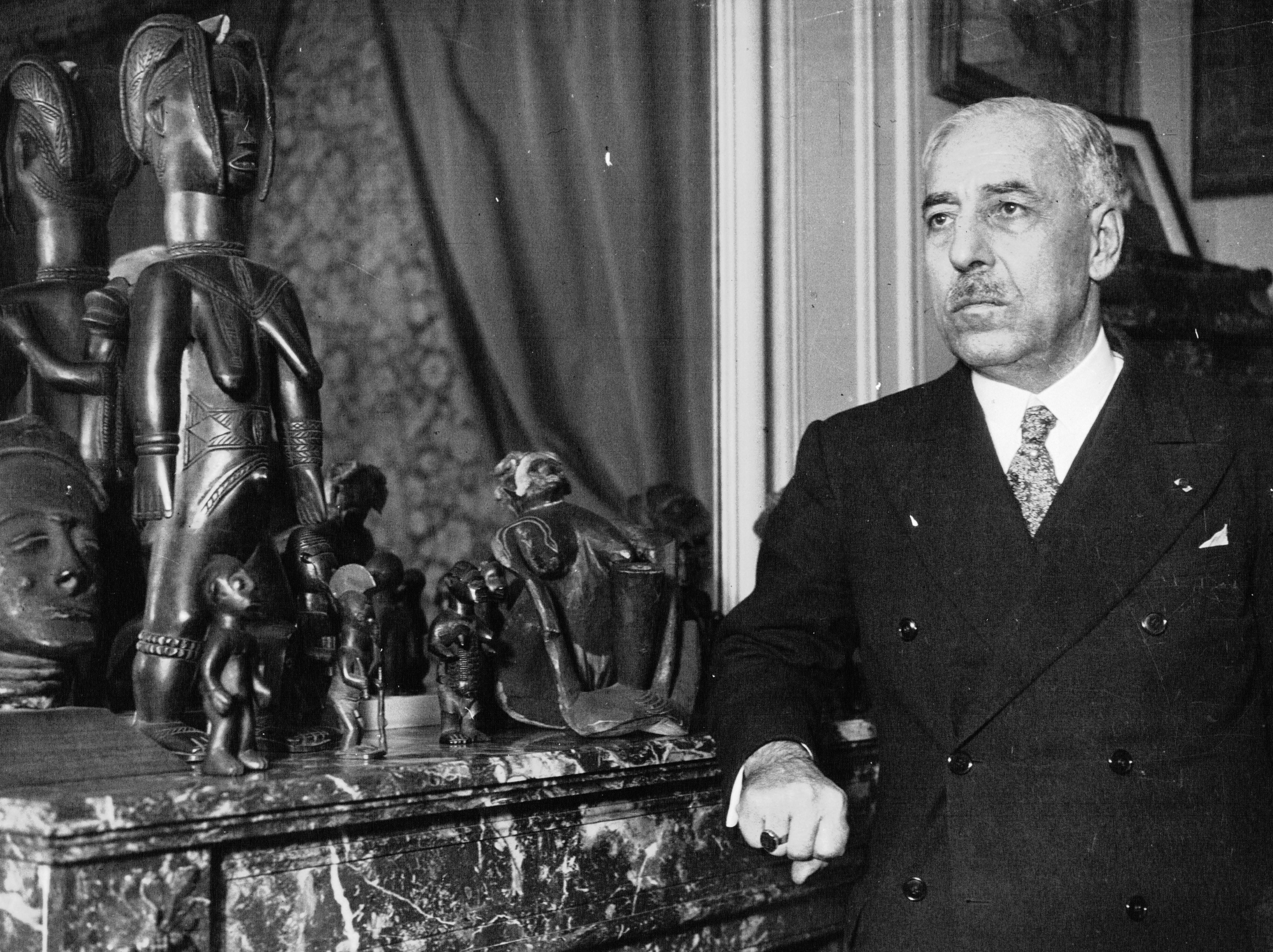
Raphaël Antonetti, 1933

Raphaël Valentin Marius Antonetti (* 7. Dezember 1872 in Marseille; † 7. April 1938 in Paris) war ein französischer Kolonialverwalter.

## Leben
Er war Gouverneur von Dahomey in den Jahren 1909 und 1911, Gouverneur von Senegal von 1914 bis 1917, ersetzt durch Fernand Lévecque, und Gouverneur der Elfenbeinküste von 1918 bis 1924, wo er die Nachfolge von Gabriel Angoulvant antrat und durch Maurice Lapalud ersetzt wurde. Danach wurde er zum Generalgouverneur von Französisch-Äquatorialafrika ernannt, ein Amt, das er bis 1934 innehatte.